# Бойд, Трэвис
Трэвис Бойд (англ. Travis Boyd; род. 14 сентября 1993, Идайна, Миннесота) — американский профессиональный хоккеист, нападающий клуба НХЛ «Миннесота Уайлд».

## Биография
Трэвис Бойд провёл четыре студенческих сезона в клубе университета Миннесоты в первом дивизионе NCAA. В составе команды игрок выиграл конференцию Big Ten в сезоне 2014/15 и был включен во вторую команду всех звёзд Big Ten. В возрасте 17-ти лет он стал самым молодым игроком, выбранным на драфте НХЛ в 2011 году под общим 177-м номером командой «Вашингтон Кэпиталз».
31 марта 2015 года «Вашингтон Кэпиталз» подписал с Бойдом двухлетний контракт новичка с сезона 2015/16. На оставшуюся часть сезона 2014/15 игрок подписал пробное соглашение командой АХЛ «Херши Беарз». Он провёл два матча за команду, отметившись заброшенной шайбой и голевой передачей. Дебютировал в НХЛ 4 декабря 2017 года, был поставлен на матч из-за травмы других игроков. 18 марта 2018 года набрал первое очко в НХЛ в матче против «Филадельфии Флайерз». Вместе с командой стал обладателем Кубка Стэнли 2018 года. 1 июля «Кэпиталз» перезаключил контракт с Бойдом сроком ещё на два года.
В качестве свободного агента 10 октября 2020 года Бойд подписал однолетний контракт с командой «Торонто Мейпл Лифс» стоимостью 700 000 долларов. 22 марта 2021 года игрок перешёл в стан клуба «Ванкувер Кэнакс». 3 августа 2021 года в качестве свободного агента перешёл в команду «Аризона Койотис».
Сестра Корбин Бойд (род. 1996) занималась хоккеем в школе Хопкинса и университете Миннесоты.